# Dinastía Guidoni
La Dinastía Guidoni, también conocida por Widonides en francés, Guideschi/Guidoni o Vitone en italiano, y Guidonen o Widonen en alemán, comprende a los miembros de una familia nobiliaria franco-italiana de origen franco, prominentes en el siglo IX. El epónimo de la dinastía fue Guido de Nantes († entre 802/814), conde y marqués de Nantes (en la Marca Bretona), cuyos orígenes francos pueden trazarse hasta el reino de Austrasia a finales del siglo VIII y principios del IX: la abundancia de este nombre (Guy, Wido, Guido) entre sus descendientes explica la designación de Guidoni para sus descendientes. 
Fue una dinastía agresiva que expandió su base de poder en Italia, el Ducado de Spoleto, confrontado con los Estados Pontificios, algunas veces leales al Sacro Imperio carolingio y casi siempre contra el Papado. Durante todo el siglo IX compitieron con otra familia dinástica italiana de origen franco, los Supónidas, a la que disputaban el Ducado de Spoleto y la preeminencia sobre Italia. Emparentaron con los emperadores carolingios por vía matrimonial, lo que les aupó hasta el trono de Italia y el Sacro Imperio, así como a aspirar a la sucesión del trono de Francia, donde fueron derrotados por los Robertinos. 

## Inicio de la dinastía
El primer miembro de la familia en destacar en la escena política fue el nieto de Guido de Nantes, Guido I bajo el nombre italiano Vito di Spoleto, segundo hijo de Lamberto I de Spoleto y de su segunda esposa, Adelaida de Lombardía, que era hija de Pipino de Italia, rey de Italia e hijo mayor de Carlomagno (con lo que conecta su dinastía con la carolingia). Guido fue investido en 842 como duque de Spoleto por el emperador Lotario I, como ocho años antes (834) lo había sido su padre Lamberto. Guido I fue muy activo en Lotaringia e Italia, casándose con una noble lombarda, Ita de Benevento, hija del príncipe de Benevento Sico I y cimentando así su poder en los territorios lombardos del sur de Italia, en la llamada Lombardía menor. Los descendientes de Guido I e Ita gobernaron el Ducado de Spoleto hasta el año 897, cuando uno de los últimos representantes de la dinastía, Guido IV de Spoleto, murió asesinado por su sucesor en el ducado. Este Guido IV fue también el príncipe de Benevento que logró expulsar a los bizantinos de su principado en el año 895.
Los Guidoni más notables fueron Guido III de Spoleto y su hijo Lamberto II, pues ambos llegaron a ser reyes de Italia y emperadores carolingios, el primero en febrero del año 889 en Pavía como rey de Italia y el 28 de febrero de 891 como emperador del Sacro Imperio, y el segundo, a la muerte de su padre en diciembre de 894 (aunque asociado a ambos tronos, como correy de Italia en mayo de 891 y como coemperador, probablemente, el 23 de febrero de 892). 
Antes de ser rey de Italia, Guido de Spoleto, el tercero de su nombre en el Ducado de Spoleto, intentó convertirse en rey de Francia Occidentalis con la ayuda de su primo el arzobispo de Reims Fulquerio el Venerable, y aprovechando que los nobles francos de Francia Occidentalis habían depuesto a Carlos III el Gordo como su rey (y emperador del Sacro Imperio). Llegó a ser coronado en enero de 888 como rey de los francos por el arzobispo de Langres, pero la coronación del conde de París, Eudes (de la casa de los Robertinos), un mes después en Compiègne y el apoyo de la nobleza francesa a su causa, lo obligaron a resignar el título y regresar a Italia, donde con la ayuda papal consiguió suceder a Carlos III el Gordo como rey de Italia y emperador carolingio.